# 丸山敬
丸山敬（まるやま けい、1957年4月1日-　）は、日本の医学者・薬理学者。医学博士（1985年）。埼玉医科大学教授。

## 略歴
丸山工作の長男として東京都に生まれる。東京大学医学部医学科卒業、同大学院医学系研究科博士課程（薬理学）修了。1985年医学博士の学位を取得。カルシウム結合蛋白質、アルツハイマー病、神経特異的遺伝子などの研究、および臨床医もやり、2000年埼玉医科大学医学部薬理学教室に着任、教授。基礎医学と臨床医学の架け橋教育を模索している。

## 著書
- 『いまを解く生命科学 生物学への招待』羊土社 ひつじ科学ブックス 1999
- 『遺伝子』小峰書店 考えよう、わたしたちの体と生き方 2005
- 『薬 1(わたしたちが使う薬) 』小峰書店 考えよう、わたしたちの体と生き方 2005
- 『薬 2(薬による害)』小峰書店 考えよう、わたしたちの体と生き方 2005
- 『消化器』小峰書店 考えよう、わたしたちの体と生き方 2005
- 『脳のしくみ』小峰書店 考えよう、わたしたちの体と生き方 2005
- 『休み時間の薬理学』講談社 2008
- 『史上最強図解これならわかる!薬理学』ナツメ社 2011
- 『はじめての薬理学 最新カラー図解』ナツメ社 2013
- 『これだけは知っておきたい認知症Q&A55』ウェッジ選書 2014

### 共編著
- 『アルツハイマー病の分子医学』西道隆臣共著 中外医学社 1996
- 『生命とは何か』丸山工作共著 東京教学社 1996
- 『人はなぜ痴呆になるのか アルツハイマー病の謎をさぐる』西道隆臣共著 丸善ライブラリー 2000
- 『夢!21世紀の生命科学』丸山工作共著 丸善ライブラリー 2000
- 『生命科学入門』丸山工作共著 東京教学社 2003
- 『ポイントで学ぶ薬理学』遠藤實監修 鈴木正彦共編 丸善 2003
- 『MR薬理学』遠藤實監修 淡路健雄共編 恒心社出版 2010
- 『医薬系のための生物学』松岡耕二共著 裳華房 2013

### 翻訳
- Pamela C.Champe,Richard A.Harvey, Denise R.Ferrier『イラストレイテッド生化学』石崎泰樹共監訳 丸善 2005
- ダニエル・A.ポーレン『アルツハイマー病遺伝子を追う ハンナ家の子孫と探究者の物語』岩坪威共訳 三田出版会 1997
- サミュエル・H.バロンデス『心の病気と分子生物学 生物学的精神医学の新展開』石浦章一共訳 日経サイエンス社 1994
- サラ・アングリス著 グレアム・ローズウォーン絵「からだというふしぎな「機械」」全6巻 監訳 京兼玲子訳 小峰書店 2002
- Anthony J.Trevor,Bertram G.Katzung,Susan B.Masters『カッツング・コア薬理学』柳澤輝行共訳 丸善 2003
- Mary J.Mycek, Richard A.Harvey, Pamela C.Champe『イラスト薬理学』柳澤輝行共監訳 丸善 2004
- Errol C.Friedberg『著作から見たジェームズ・D・ワトソン 人間性と名著誕生秘話』石崎泰樹共訳 丸善 2005
- モーリス・ウィルキンズ『二重らせん第三の男』長野敬共訳 岩波書店 2005
- Eugene C.Toy,William E.Seifert, Jr., Henry W.Strobel,Konrad P.Harms『生化学 症例ファイル』石崎泰樹共監訳 丸善 2006
- Michael Gelder, Richard Mayou, John Geddes『オックスフォード・精神医学』山内俊雄監訳 丸山敬訳 丸善 2007
- Richard Finkel, Luigi X.Cubeddu, Michelle A.Clark, Richard A.Harvey, Pamela C.Champe『イラストレイテッド薬理学』柳澤輝行共監訳 丸善 リッピンコットシリーズ　2009
- Niall L.T.Cox,T.A.Roper編『実技試験攻略のための基本的臨床技能』河合忠監訳 河合佳子,西堀眞弘共訳 丸善 2009
- デイヴィッド・サダヴァ,クレイグ.H・ヘラー, ゴードン.H・オーリアンズ,ウィリアム.K・パーヴィス, デイヴィッド.M・ヒリス『アメリカ版大学生物学の教科書 カラー図解』全3巻 石崎泰樹共監訳・吉河歩,浅井将訳 講談社ブルーバックス 2010